# 28. svibnja
28. svibnja (28. 5.) 148. je dan godine po gregorijanskom kalendaru (149. u prijestupnoj godini).
Do kraja godine ima još 217 dana.

## Događaji
- 1588. – Španjolska armada od 130 brodova zaplovila je iz Lisabona prema Britaniji, gdje je desetkovana
- 1940. – Belgijski kralj Leopold I. Belgijski potpisao predaju belgijske armije zbog snažnih njemačkih prodora kroz Ardensku šumu
- 1991. – održana prva smotra Zbora narodne garde na stadionu NK Zagreb u Kranjčevićevoj ulici u Zagrebu, koji je ujedno i Dan Oružanih snaga Republike Hrvatske i Dan Hrvatske kopnene vojske

| - 1676. – Jacopo Riccati, talijanski matematičar († 1754.) - 1759. – William Pitt Mlađi, britanski državnik († 1806.) - 1884. – Edvard Beneš, čehoslovački političar († 1948.) - 1888. – Velimir Deželić mlađi, hrvatski književnik, političar, sociolog, etnograf i socijalni radnik († 1976.) - 1889. – Richard Réti, češki šahist i autor († 1929.) - 1893. – Mina Witkojc, donjolužička pjesnikinja († 1975.) - 1908. – Ian Fleming, engleski književnik († 1964.) - 1939. – Vida Jerman, hrvatska glumica - 1968. – Kylie Minogue, australska glumica i pjevačica - 1971. – Marco Rubio, američki političar - 1994. – John Stones, engleski nogometaš | - 1787. – Leopold Mozart, austrijski skladatelj (* 1719.) - 1849. – Anne Brontë, engleska književnica, autorica djela Stanarka napuštene kuće (* 1820.) - 1937. – Alfred Adler, austrijski psiholog (* 1870.) - 1963. – Sofija Tajber, poljska katolička redovnica (* 1890.) - 1968. – Kees Van Dongen, francuski slikar nizozemskog podrijetla (* 1877.) - 1981. – Stefan Wyszyński, poljski nadbiskup i kardinal (* 1901.) |

## Blagdani i spomendani
- Dan Oružanih snaga Republike Hrvatske i Dan Hrvatske kopnene vojske
- Sveti Vilim Akvitanski